# Зимнич
Зимнич (на румънски: Zimnicea), наричан и Зимница, е град в Телеорман, Влашко, Румъния.
Намира се на река Дунав, срещу гр. Свищов, България. Там е най-южното румънско пристанище.

## История
От древността градът е познат под името Демницикос, по-късно Децимникос. В околностите му се намират останки от селище от 4 пр.н.е., което според Ариан е било разрушено от Александър Велики по време на похода му срещу местните племена.
При избухването на Балканската война 1 човек от Зимнич е доброволец в Македоно-одринското опълчение.
По време на земетресението в Румъния в окръг Вранча от 4 март 1977 г. не е имало много сгради, разрушени от самото земетресение. Твърди се, че по-голямата част от разрушенията всъщност са извършени след природното бедствие с булдозер, наредено от местните власти, за да се получат финансови помощи от централното правителство за създаване на нов град от нулата по нов дизайн. През следващия период бяха построени ново кметство, Домът на културата, нова болница (с австрийско финансиране), нова гимназия (със средства, отпуснати от швейцарското правителство) и множество жилищни блокове, но много други проекти остават изоставени след падането на комунистическия режим, на фона на намаляващата местна индустрия и от последващия спад на населението.

## География
Намира се на река Дунав, срещу Свищов, на 40 км от гр. Александрия. Центърът му е отдалечен на 2 км от брега на реката.

## Икономика
През втората половина на 20 век градът е силно индустриализиран. Има заводи за заварени тръби, мебели, бетонни конструкции, текстил, храни, както и зеленчукови оранжерии и животновъдни стопанства.
След революцията от 1989 г. повечето от производствата силно намаляват. За да насърчи предприемчивостта, румънското правителство въвежда политика на данъчно облекчаване за този район.
През 2009 г. започва изграждането на завод за биогориво.
Ферибот за камиони, автомобили и пътници осигурява денонощно постоянна връзка с българския град Свищов през ро-ро фериботния терминал на пристанище Свищов.

## Образование
В града има университет, колеж, 4 други училища и 5 детски градини.

## Личности
- Иван Гавраилов – Български военен деец, майор, загинал в Междусъюзническата война
- Петър Станчев, македоно-одрински опълченец, Огнестрелен парк – МОО[5]

## Побратимени градове
- Свищов, България